# Concepción Chiquirichapa
Concepción Chiquirichapa («Concepción»: en honor a la Virgen de la Inmaculada Concepción; «Chiquirichapa»: del náhuatl, significa «el arroyo de las cigarras o chicharras») es un municipio de 3ª categoría del departamento de Quetzaltenango, localizado a 13 km de la ciudad de Quetzaltenango y a 212 km de la Ciudad de Guatemala en el occidente de la República de Guatemala.
Durante la época colonial fue una doctrina del convento de San Juan Ostuncalco, que estaba a cargo de los frailes mercaderios hasta que en 1754 Ostuncalco pasó a ser una parroquia del clero secular. Tras la Independencia de Centroamérica en 1821 fue asignado al circuito de Ostuncalco para la administración de justicia por juicio de jurados y entre 1838 y 1840 fue parte del efímero Estado de Los Altos que los criollos liberales pretendieron crear en la región occidental de Guatemala, pero que el general conservador mestizo Rafael Carrera recuperó por la fuerza para Guatemala.

## Toponimia
Muchos de los nombres de los municipios y poblados de Guatemala constan de dos partes: el nombre del santo católico que se venera el día en que fueron fundados y una descripción con raíz náhuatl; esto se debe a que los primeros europeos que llegaron a la región en la década de 1520 al mando de Pedro de Alvarado estaban compuestas por soldados españoles y por indígenas tlaxcaltecas y cholultecas.
De esta forma, el municipio fue nombrado «Concepción» en honor a la Virgen de la Inmaculada Concepción; por su parte el topónimo «Chiquirichapa» se origina del náhuatl «Chiquilichtl-a-pan», (español: «el arroyo de las cigarras o chicharras»); en 1860 por acuerdo Gubernativo del gobierno del general conservador Rafael Carrera, el municipio fue llamado simplemente «Concepción Chiquirichapa».

## Demografía
La proyección del censo de 2018 es que la población aumento de 15,912 habitantes en 2002 a 19,551 en 2018; tiene una densidad poblacional de aproximadamente 407 habitantes por kilómetro cuadrado.

## División política
Cuenta con veintiocho comunidades, incluyendo la cabecera municipal con el mismo nombre, nueve aldeas, diecisiete caseríos, y un barrio.

## Geografía física
Tiene una extensión territorial de 48 km².

### Clima
La cabecera municipal de Concepción Chiquirichapa tiene clima templado (Köppen: Cwb).
| Parámetros climáticos promedio de Concepción Chiquirichapa | Parámetros climáticos promedio de Concepción Chiquirichapa | Parámetros climáticos promedio de Concepción Chiquirichapa | Parámetros climáticos promedio de Concepción Chiquirichapa | Parámetros climáticos promedio de Concepción Chiquirichapa | Parámetros climáticos promedio de Concepción Chiquirichapa | Parámetros climáticos promedio de Concepción Chiquirichapa | Parámetros climáticos promedio de Concepción Chiquirichapa | Parámetros climáticos promedio de Concepción Chiquirichapa | Parámetros climáticos promedio de Concepción Chiquirichapa | Parámetros climáticos promedio de Concepción Chiquirichapa | Parámetros climáticos promedio de Concepción Chiquirichapa | Parámetros climáticos promedio de Concepción Chiquirichapa | Parámetros climáticos promedio de Concepción Chiquirichapa |
| Mes                                                        | Ene.                                                       | Feb.                                                       | Mar.                                                       | Abr.                                                       | May.                                                       | Jun.                                                       | Jul.                                                       | Ago.                                                       | Sep.                                                       | Oct.                                                       | Nov.                                                       | Dic.                                                       | Anual                                                      |
| ---------------------------------------------------------- | ---------------------------------------------------------- | ---------------------------------------------------------- | ---------------------------------------------------------- | ---------------------------------------------------------- | ---------------------------------------------------------- | ---------------------------------------------------------- | ---------------------------------------------------------- | ---------------------------------------------------------- | ---------------------------------------------------------- | ---------------------------------------------------------- | ---------------------------------------------------------- | ---------------------------------------------------------- | ---------------------------------------------------------- |
| Temp. máx. media (°C)                                      | 16.6                                                       | 17.3                                                       | 18.7                                                       | 19.7                                                       | 19.3                                                       | 18.3                                                       | 18.2                                                       | 18.7                                                       | 18.1                                                       | 17.4                                                       | 17.4                                                       | 16.9                                                       | 18.1                                                       |
| Temp. media (°C)                                           | 9.2                                                        | 9.7                                                        | 11.0                                                       | 12.7                                                       | 13.8                                                       | 13.5                                                       | 13.3                                                       | 13.2                                                       | 13.3                                                       | 12.5                                                       | 11.1                                                       | 10.1                                                       | 12                                                         |
| Temp. mín. media (°C)                                      | 1.8                                                        | 2.2                                                        | 3.4                                                        | 5.8                                                        | 8.3                                                        | 8.8                                                        | 8.5                                                        | 7.7                                                        | 8.6                                                        | 7.7                                                        | 4.9                                                        | 3.4                                                        | 5.9                                                        |
| Precipitación total (mm)                                   | 4                                                          | 5                                                          | 14                                                         | 50                                                         | 186                                                        | 247                                                        | 183                                                        | 204                                                        | 284                                                        | 170                                                        | 24                                                         | 7                                                          | 1378                                                       |
| Fuente: Climate-Data.org                                   |                                                            |                                                            |                                                            |                                                            |                                                            |                                                            |                                                            |                                                            |                                                            |                                                            |                                                            |                                                            |                                                            |

### Ubicación geográfica
Concepción Chiquirichapa está completamente rodeado por municipios del departamento de Quetzaltenango; sus colindancias son:
- Norte: San Juan Ostuncalco y San Mateo
- Este: San Mateo y Quetzaltenango
- Oeste: San Juan Ostuncalco y San Martín Sacatepéquez
- Sur: San Martín Sacatepéquez y Quetzaltenango[8]

|                                                      | Norte: San Juan Ostuncalco y San Mateo        |                                  |
| Oeste: San Juan Ostuncalco y San Martín Sacatepéquez |                                               | Este: San Mateo y Quetzaltenango |
|                                                      | Sur: San Martín Sacatepéquez y Quetzaltenango |                                  |

## Gobierno municipal
Los municipios se encuentran regulados en diversas leyes de la República, que establecen su forma de organización, lo relativo a la conformación de sus órganos administrativos y los tributos destinados para los mismos. Aunque se trata de entidades autónomas, se encuentran sujetos a la legislación nacional y las principales leyes que los rigen desde 1985 son:
| N.º | Ley                                                | Descripción |
| --- | -------------------------------------------------- | --- |
| 1   | Constitución Política de la República de Guatemala | Tiene una regulación legal específica para los municipios en los artículos 253 al 262. |
| 2   | Ley Electoral y de Partidos Políticos              | Ley de carácter constitucional aplicable a los municipios en el tema de la conformación de sus autoridades electas. |
| 3   | Código Municipal                                   | Decreto 12-2002 del Congreso de la República de Guatemala. Tiene la categoría de ley ordinaria y contiene preceptos generales aplicables a todos los municipios, e inclusive contiene legislación referente a la creación de los municipios.             |
| 4   | Ley de Servicio Municipal                          | Decreto 1-87 del Congreso de la República de Guatemala. Regula las relaciones entra la municipalidad y los servidores públicos en materia laboral. Tiene su base constitucional en el artículo 262 de la constitución que ordena la emisión de la misma. |
| 5   | Ley General de Descentralización                   | Decreto 14-2002 del Congreso de la República de Guatemala. Regula el deber constitucional del Estado, y por ende del municipio, de promover y aplicar la descentralización y desconcentración económica y administrativa.                                |

El gobierno de los municipios está a cargo de un Concejo Municipal mientras que el código municipal —ley ordinaria que contiene disposiciones que se aplican a todos los municipios— establece que «el concejo municipal es el órgano colegiado superior de deliberación y de decisión de los asuntos municipales […] y tiene su sede en la circunscripción de la cabecera municipal»; el artículo 33 del mencionado código establece que «[le] corresponde con exclusividad al concejo municipal el ejercicio del gobierno del municipio».
El concejo municipal se integra con el alcalde, los síndicos y concejales, electos directamente por sufragio universal y secreto para un período de cuatro años, pudiendo ser reelectos.
Existen también las Alcaldías Auxiliares, los Comités Comunitarios de Desarrollo (COCODE), el Comité Municipal del Desarrollo (COMUDE), las asociaciones culturales y las comisiones de trabajo. Los alcaldes auxiliares son elegidos por las comunidades de acuerdo a sus principios y tradiciones, y se reúnen con el alcalde municipal el primer domingo de cada mes, mientras que los Comités Comunitarios de Desarrollo y el Comité Municipal de Desarrollo organizan y facilitan la participación de las comunidades priorizando necesidades y problemas.

### Alcaldes de Concepción Chiquirichapa desde 1986 a la fecha
| Alcalde                           | Inicio               | Salida              | Partido/coalición |
| --------------------------------- | -------------------- | ------------------- | ----------------- |
| Genaro Mauricio Hernández Sánchez | 15 de enero de 1986  | 15 de julio de 1988 |                   |
| Pedro Pablo Sánchez Méndez        | 15 de julio de 1988  | 15 de enero de 1991 |                   |
| José Lucas Cabrera Villagres      | 15 de enero de 1991  | 15 de julio de 1993 |                   |
| Victoriano López Sánchez          | 15 de julio de 1993  | 15 de enero de 1996 |                   |
| Pedro Leocadio Escalante Gómez    | 15 de enero de 1996  | 15 de enero de 2000 |                   |
| Leonardo Escalante Cabrera        | 15 de enero de 2000  | 31 de enero de 2003 |                   |
| Héctor Mario Rivera López         | 1 de febrero de 2003 | 15 de enero de 2004 |                   |
| Jorge López Rivera                | 15 de enero de 2004  | 15 de enero de 2008 |                   |
| Jorge López Rivera                | 15 de enero de 2008  | 15 de enero de 2012 |                   |
| Mariano Sánchez Cabrera           | 15 de enero de 2012  | 15 de enero de 2016 |                   |
| Rafael Martín Hérnandez Cardona   | 15 de enero de 2016  | 15 de enero de 2020 |                   |
| Remigio Hernández Lorenzo         | 15 de enero de 2020  | 15 de enero de 2024 | CCLP              |
| Pedro Sánchez Cortéz              | 15 de enero de 2024  | En el cargo         | CCDD              |

## Historia

### Leyenda sobre la fundación de Concepción Chiquirichapa

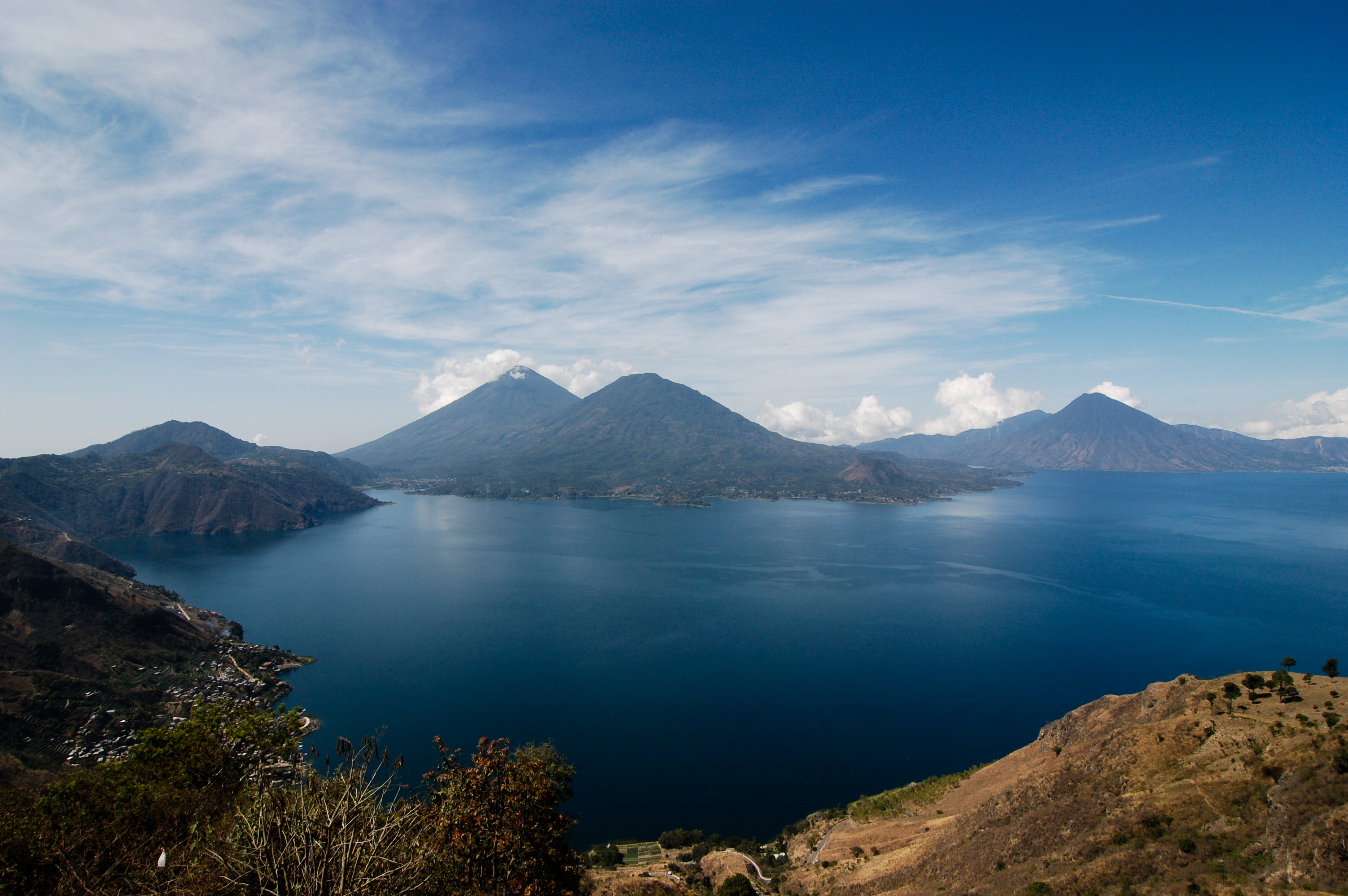
Lago de Atitlán en el departamento de Sololá, Guatemala. De acuerdo a una leyenda ancestral, este lago se formó cuando el Principal de Concepción Chiquirichapa mágicamente movió un lago que estaba junto a su pueblo a esta nueva ubicación.

Existe una leyenda sobre el origen del poblado, que se ha trasnmido por generaciones como parte de memoria colectiva de los indígenas y ladinos de Concepción. Incluso, una variante de la misma leyenda se conoce en San Juan Ostuncalco. La versión más detallada es la siguiente:
| «En épocas remotas, los ancestros de este municipio vivieron en la cima de una colina situada a la par del cerro «Tuicacaix». Tras construir sus viviendas, terminaron la construcción de una iglesia de madera donde comenzaron a tener sus primeras actividades religiosas. El centro poblado fue llamado por los vecinos en el dialecto “Mam”, con el nombre de «Twisak Bajlak» (español: «Lugar del Shilote Blanco»” o «lugar de las mazorcas blancas»). La mayoría de los pobladores trabajaba en la agricultura; sin embargo, un día cuando regresaban de sus labores, las mujeres les contaron que varios niños habían desaparecido en la comunidad; los vecinos se preocuparon por los pequeños, pues las madres no podían cuidar a sus hijos todo el tiempo por el trabajo que desempeñaban en sus hogares. Pronto la comunidad se dio de cuenta que una aves gigantescas llamadas “Tiw” eran las que se habían llevado a los niños sus nidos para comérselos. Algunos valientes, escalaran la montaña donde habitaban las aves de rapiña y a la que nunca nadie se había atrevido a subir, y hallaron los nidos de las aves, que en realidad consistían de túneles que tenían aproximadamente 2 m de diámetro y profundidad desconocida. Ante esta situación, el jefe de los pobladores se vio obligado a buscar otro refugio, y para ello reunió a varios hombres y los instruyó para que lo buscaron; pero al cabo de cierto tiempo, regresaron con las manos vacías. Entonces, el Principal utilizó su bastón mágico sembrándolo en la cúspide de una montaña llamada “To-Xucuwe”, pero ante el poder del bastón la montaña se movió, lo que significaba que el sitio no era adecuado para habitar. Ante este segundo fracaso, prosiguieron con la búsqueda caminando hasta el cerro “Popbil”, y este no se movió; todos los acompañantes del jefe se llenaron de alegría por haber hallado el sitio a la orilla del gran lago, por lo que regresaron a la comunidad. con la buena noticia que habían encontrado una buena zona para refugiarse. Así fue como este grupo abandonó el área donde estaban instalados, dejando solo los restos de una iglesia que en idioma mam es conocida como «Tuí Glesbén» (español: «Lugar Donde Existió la Iglesia». El nuevo fue poblado se encontraba en donde en el siglo xxi se encuentra la cabecera municipal de Concepción Chiquirichapa; en este sitio, al poco tiempo los nativos tuvieron el mismo problema, pues las aves seguían amenazando a la población infantil. Ante esto, un día se reunieron los hombres más fuertes de la población decididos a partir a la montaña para cerrar los nidos de las enormes aves, cosa que finalmente lograron y como las aves ya no pudieron salir de sus nidos, jamás volvieron hacer más daños a la comunidad. Pero ahora la comunidad tenía otro problema, siempre relacionado con los infantes: los niños que se metían al lago nunca regresaban. Ante esto, el Principal que arreglo unas cañas o palos largos formando tubos y valiéndose de un pedazo de algodón, rogó a los dioses para que retiraran el lago haciéndolo desaparecer pasando sus aguas por el tubo; terminando estaba de pronunciar su plegaria, el pedazo de algodón se llenó del agua del lago y entonces lo puso en el tubo formado con dirección al oriente, dirigiendo así el agua al lugar que ocupa actualmente el Lago de Atitlán, días después el agua desapareció dejando un enorme valle, con esto, el problema se solucionó, los niños podían salir de su hogares sin el peligro que representaban las enormes aves y la cercanía del lago. —Leyenda ancestral de Concepción Chiquirichapa |

### Doctrina mercedaria

Escudo
mercedario.

Luego de la conquista española en la década de 1520, en 1565 se creó la Provincia mercedaria de la Presentación de Guatemala; originalmente los mercedarios habían obtenido del obispo Francisco Marroquín varios curatos en el valle de Sacatepéquez y Chilmatenango, pero los cambiaron con los dominicos por el área de la Sierra de los Cuchumatanes. Durante la primera parte del siglo xvii tenían a su cargo la evangelización de algunos pueblos alrededor de la ciudad de Santiago, que con el paso del tiempo pasaron a formar parte de la ciudad; dichos pueblos fueron Espíritu Santo, Santiago, San Jerónimo y San Anton —que funcionaba como la cabecera de su encomienda y vicaría y en donde estaba el convento que tenían los mercedarios y que asistía el comendador, cura y coadjutor de la orden.
Según la relación del obispo Juan de las Cabezas en 1613 y las actas de visita pastoral del arzobispo Pedro Cortés y Larraz en 1770, los mercedarios llegaron a tener a su cargo nueve doctrinas, y sus muchos anexos, que eran: Santa Ana de Malacatán, Concepción de Huehuetenango, San Pedro de Solomá, Nuestra Señora de la Purificación de Jacaltenango, Nuestra Señora de la Candelaria de Chiantla, San Andrés de Cuilco, Santiago de Tejutla, San Pedro de Sacatepéquez, y San Juan de Ostuncalco, a la que pertenecía Concepción Chiquirichapa.
En 1754, debido a las reformas borbónicas impulsadas por la corona española, los mercedarios y el resto del clero regular tuvieron que transferir sus doctrinas y curatos al clero secular, por lo que la orden perdió su doctrina en San Juan Ostuncalco.

### Tras la Independencia de Centroamérica
La constitución del Estado de Guatemala promulgada el 11 de octubre de 1825 —y no el 11 de abril de 1836, como numerosos historiadores han reportado incorrectamente — creó los distritos y sus circuitos correspondientes para la administración de justicia según el Código de Lívingston traducido al español por José Francisco Barrundia y Cepeda; Ostuncalco fue sede del circuito del mismo nombre en el distrito N.º 10 (Quezaltenango); a este circuito pertenecían también San Martín, Chiquirichapa, Sigüilá, Cajolá y Cabricán.

### El efímero Estado de Los Altos

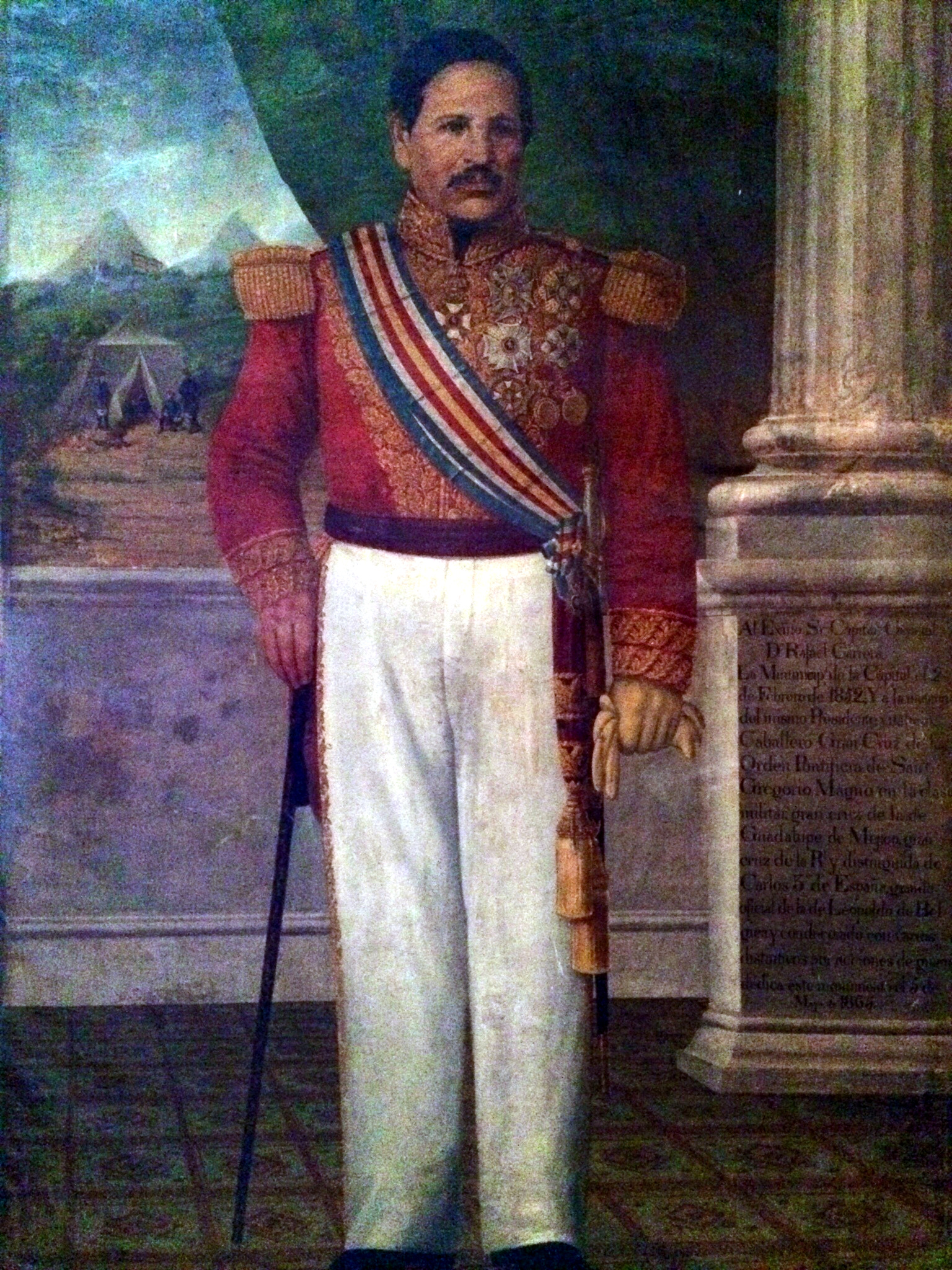
Retrato oficial del capitán general Rafael Carrera con la banda presidencial con los colores de la bandera de Guatemala instituida en 1858. En 1840 retomó por la fuerza el Estado de los Altos al que pertenecía Chiché y derrotó al presidente de la República Federal de Centro América, el general hondureño Francisco Morazán.

A partir del 3 de abril de 1838, Chiquirichapa fue parte de la región que formó el efímero Estado de Los Altos y que forzó a que el Estado de Guatemala se reorganizara en siete departamentos y dos distritos independientes el 12 de septiembre de 1839:
- Departamentos: Chimaltenango, Chiquimula, Escuintla, Guatemala, Mita, Sacatepéquez, y Verapaz
- Distritos: Izabal y Petén[18]

La región occidental de la actual Guatemala había mostrado intenciones de obtener mayor autonomía con respecto a las autoridades de la ciudad de Guatemala desde la época colonial, pues los criollos de la localidad consideraban que los criollos capitalinos que tenían el monopolio comercial con España no les daban un trato justo. Pero este intento de secesión fue aplastado por el general Rafael Carrera, quien reintegró al Estado de Los Altos al Estado de Guatemala en 1840 y pocos meses después derrotó contundentemente al presidente de la República Federal de Centro América, el general liberal hondureño Francisco Morazán en la Ciudad de Guatemala.

### Fundación del municipio
Concepción Chiquirichapa fue elevada a la categoría de municipio por el gobierno conservador del general Rafael Carrera en 1860.